# Xiahuayuan
Xiahuayuan är ett stadsdistrikt i Zhangjiakou i Hebei-provinsen i norra Kina.